# 4672 Такубоку
4672 Такубоку (4672 Takuboku) — астероїд головного поясу, відкритий 17 квітня 1988 року.
Тіссеранів параметр щодо Юпітера — 3,139.
Названо на честь Такубоку (яп. たくぼく(啄木) такубоку).